# Fischer László (síugró)
Fischer László (Gyula, 1962. január 11. –) magyar síugró.
A világ élvonalát legjobban megközelítő magyar síugrók egyike. Az egyetlen magyar versenyző, aki a  világkupán pontot érő helyen végzett. Síugrásban csak Gellér Gábor szerzett nála több magyar bajnoki címet.

## Életút
A Budakeszi Petőfi SC-ben kezdett sportolni, később a MOM SK, Újpesti Dózsa majd a Budapesti Honvéd versenyzője volt. Legjobb felnőtt eredményeit a Honvédban érte el. 12 évesen nyert először serdülő bajnokságot, de ifjúságiként is több első helyet szerzett. 17 évesen nyert először felnőtt bajnoki címet, a Honvéd csapatával a nagysáncon diadalmaskodtak. További tizennyolc alkalommal végzett az élen egyéniben és csapatban. Többször indult világbajnokságon és világkupán. Legjobb eredményét Lake Placid-ben érte el. 1986-ban a 12. helyen végzett és világkupa pontot szerzett, ugyanezen a versenysorozaton 1984-ben Oberstdorfban 19. lett. Az 1987-es Calgary előolimpián szerzett 22. helye sem volt elégséges az olimpiára való nevezésre. Egyéni csúcsai a nagysáncon: 108, a repülősáncon pedig 136 méter.

## Magyar bajnoki címei
- Kissánc. Egyéni: 1984, 1985, 1988, 1989;  Csapat: 1985, 1986
- Középsánc. Egyéni:  1981, 1983; Csapat: 1980, 1981, 1982
- Nagysánc.  Egyéni:  1983, 1985, 1988; Csapat: 1979, 1981, 1982, 1985, 1986
- Részletesen →  Síugrás. Magyar fejezet; Síugró magyar bajnokok listája

## Külső hivatkozások
Fischer László eredményei a FIS honlapján